# 斯爾博布蘭

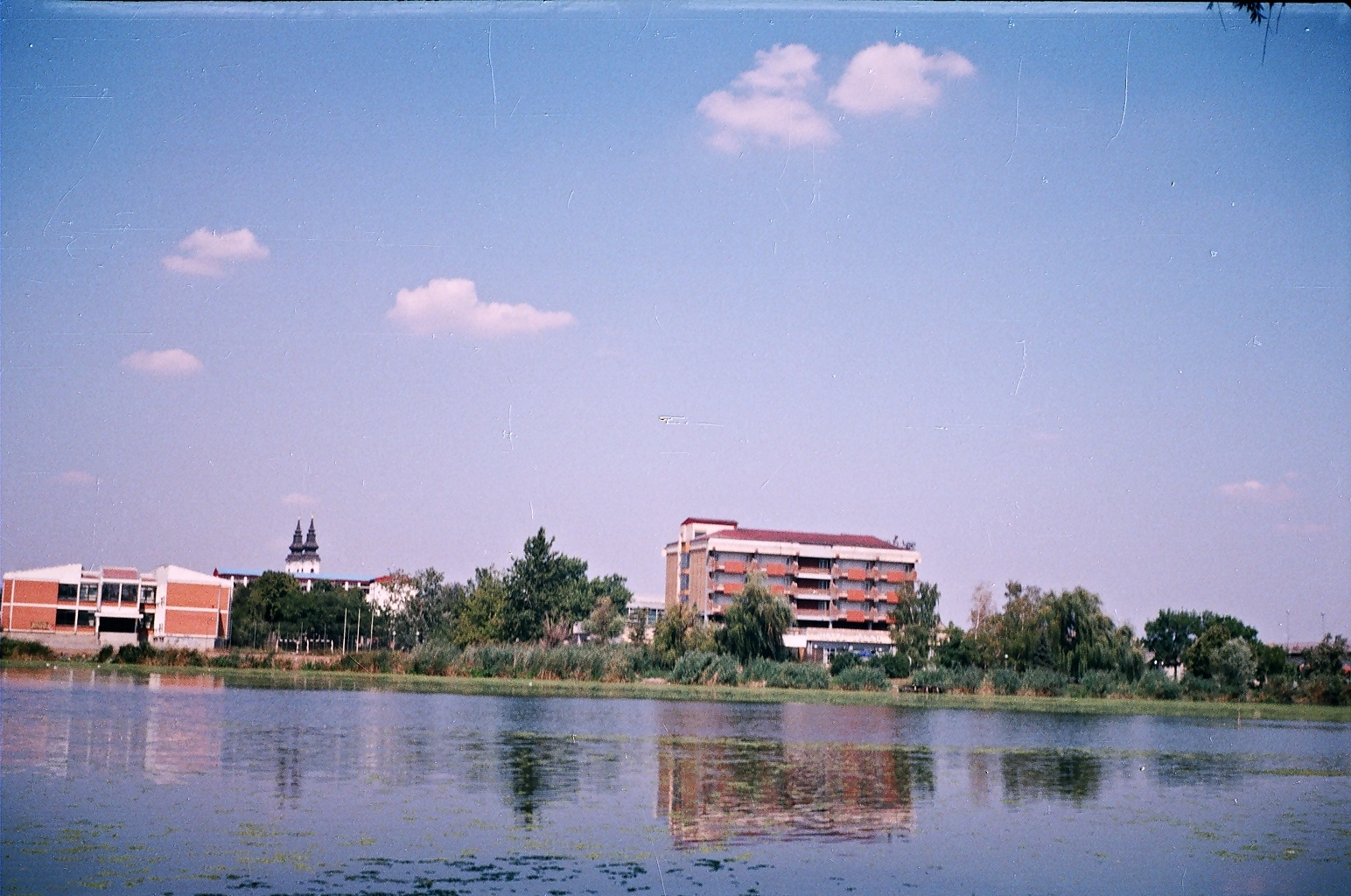

斯爾博布蘭是塞爾維亞的城鎮，由南巴奇卡州負責管轄，位於該國北部，面積284平方公里，海拔高度464米，受溫帶大陸性氣候影響，2011年人口11,968。

## 外部連結
- Official website of Srbobran （页面存档备份，存于）
- Srbobran on Vojvodina.com （页面存档备份，存于）
- History of Srbobran （页面存档备份，存于） （匈牙利文）
- Official website of Radio Srbobran （页面存档备份，存于）

45°32′N 19°47′E / 45.533°N 19.783°E